# Uveitis
Uveítis je vnetje uvee oziroma srednje, močno ožiljene plasti zrkla. Glede na prizadet predel uvee delimo uveitise na:
- anteriorni uveitis – vnetje sprednjega dela uvee oziroma sprednjega prekata (npr. iritis, ciklitis, iridociklitis);
- intermediarni uveitis – kronično očesno vnetje z glavnino vnetja v steklovini;
- posteriorni uveitis – vnetje zadajšnjega dela uvee in prizadene mrežnico in/ali žilnico (npr. horoiditis, horioretinitis);
- panuveitis – zajema vse tri predele (sprednji prekat, steklovina in mrežnica ali/in žilnica).

Gre za heterogeno vnetno skupino očesnih bolezni, ki jih lahko povzročijo okužbe, sistemske imunsko pogojene bolezni ali pa imunske motnje, ki so omejene samo na oko. Uveitis je razmeroma redka bolezen, vendar pa je v razvitem svetu tretji najpogostejši vzrok slepote in slabovidnosti (za starostno degeneracijo rumene pege in zapleti na mrežnici zaradi sladkorne bolezni).

## Uveitis glede na prizadete strukture

### Anteriorni uveitis
Pri anteriornem uveitisu je vnetje anatomsko lokalizirano v sprednjem prekatu in zajema šarenico in/ali sprednji del ciliarnika (iritis, iridociklitis, anteriorni ciklitis).

### Intermediarni uveitis
Intermediarni uveitis je kronično očesno vnetje, ki prizadene predvsem steklovino. Najpogosteje prizadene mlajše osebe. Vnetje je lahko idiopatsko (brez pojasnjenega vzroka) ali pa se pojavi v sklopu sistemske infekcijske ali avtoimunske bolezni. Najpogostejši zaplet je siva mrena (katarakta).

### Posteriorni uveitis
Posteriorni uveitis prizadene zadajšnji del uvee; mrežnico (retinitis), žilnico (horoiditis) ali oboje (horioretinitis).

## Vzroki
Uveitis lahko povzroči okužba (sifilis, lymska bolezen), sistemski imunski vzrok (npr. sarkoidoza) ali pa imunsko posredovani vzrok, omejen na oko (npr. simpatična oftalmija). Pri več kot polovici primerov gre za idiopatično bolezen oziroma vzrok ni pojasnjen.